# Medicinska föreningen i Stockholm

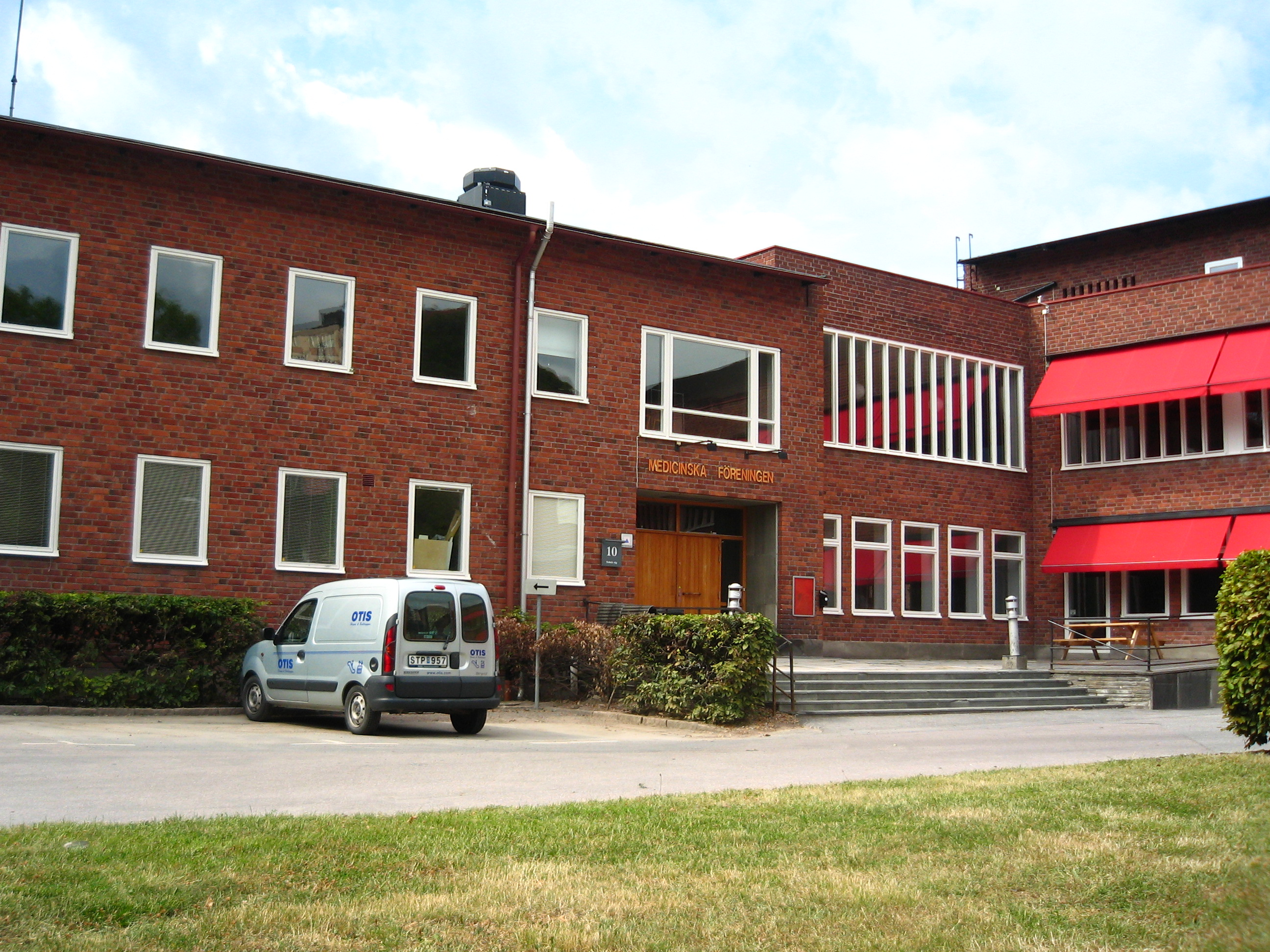
Medicinska Föreningens kårhus i Solna kommun. I huset finns bland annat festlokaler och kontor för föreningens styrelse.

Medicinska Föreningen, MF, är den största studentkåren vid det medicinska universitetet i Stockholm, Karolinska Institutet. Den grundades år 1877 och är därmed den äldsta studentkåren i Stockholm. Föreningen har i dag (2015) omkring 3 000 medlemmar från de flesta utbildningar inom hälsa och medicin. Samtliga doktorander vid Karolinska Institutet äger även de rätten att bli medlemmar i föreningen. Medlemskap i MF var obligatoriskt för alla dessa grupper av studenter fram till kårobligatoriets avskaffande 2010.
Huvuddelen av Medicinska föreningens verksamhet drivs från kårhuset på Karolinska Institutets campus i Solna och kårlokalerna i Flemingsberg. Föreningen äger även stugan Solvik på Värmdö i Stockholms skärgård. 
Arbetet inom kåren sker (förutom för ordförande och vice ordförande) helt ideellt och på de aktivas fritid. MF har bland annat student- och en doktorandombud anställd. De har till uppgift att hjälpa och stödja studenter och doktorander och att verka för att bevaka studenternas rättigheter. Under 2018 består MF:s presidium av Iris Peña Arriarán och Laura Andersson. Bland tidigare presidialer kan nämnas 2014 års ordförande Karin Böttiger och vice ordförande Elin Ekeroth.
Medicinska föreningen är medlem i Stockholms Studentkårers Centralorganisation (SSCO) och Flemingsbergs Förenade Studentkårer (FFS).

## Utbildningsprogram
Medicinska Föreningen organiserar studenter vid följande program:
- Arbetsterapeutprogrammet
- Audionomprogrammet
- Barnmorskeprogrammet
- Biomedicinprogrammet
- Biomedicinska analytikerprogrammet, inriktning laboratoriemedicin och fysiologi
- Folkhälsovetenskapliga programmet
- Logopedprogrammet
- Läkarprogrammet
- Optikerprogrammet
- Psykologprogrammet
- Psykoterapeutprogrammet
- Röntgensjuksköterskeprogrammet
- Sjuksköterskeprogrammet
- Specialistutbildningar för sjuksköterskor
- Masterprogrammet i toxikologi
- Forskarutbildningen
- Flertalet magister- och masterprogram
- Fristående kurser i medicinska ämnen och vårdämnen

## Kårorgan

### Programutskottet
Programutskottet anordnar Medicinska Föreningens traditionella sittningar och fester; däribland Luciabalen, Amphioxgasquen för äldrekursare samt Examensefterfesten. Utskottet anordnar även regelbundna pubar på fredagar. 
Utskottet grundades år 1919, och firade sitt 100-årsjubileum i kårhuset år 2019

### Blåslaget
Blåslaget är Medicinska Föreningens orkester. Studentorkestern grundades 1985 av Lars Block, dåvarande läkarstudent, inför Nobel Night Cap samma år. Baletten Dragplåstret bildades 1986. Orkestern bär läkarrockar i fyrsaftlärans färger, tillika Medicinska Föreningens färger: blodets röda, slemmets vita samt gallans gula och svarta. Baletten bär frackar i samma färger.

### A Scalpella
A Scalpella - Medicinska Föreningens Kammarkör är en studentkör knuten till Medicinska Föreningen (MF) vid Karolinska Institutet i Solna. Kören är fyrstämmig och bildades 1973 som första kårförening inom Medicinska Föreningen. Medlemsantalet är cirka 36 stycken, med 9 sångare i vardera stämma. 
Repertoaren är bred, innehållande allt från klassiska studentsånger och större klassiska verk till mera nutida acapellaarrangemang. Kören har två egna konserter per termin, framträder vid Medicinska Föreningens fester och Karolinska Institutets ceremonier samt gör externa sjungningar, däribland populära luciatåg. Som sig bör för en studentkör har A Scalpella även en social sida - anordnar fester, går ut tillsammans och åker på rephelg ett par gånger per år. Kören reser också på körturnéer av olika slag – Norge, Skottland, Prag, Barcelona och St. Petersburg är några av de senaste resmålen. 
Rasmus Krigström är sedan hösten 2016 körens dirigent. Tidigare dirigenten Sofia Ågren ledde kören mellan 2007 och 2016.

### Corpus Karrolina
Corpus Karrolina är Medicinska föreningen i Stockholm herrspex, som startade 1977 och har sedan dess satt upp en ny produktion varje vår. Corpus Karrolina har av tradition endast män och icke-binära på scen och involverar traditionellt mycket A cappella-sång. Vid sidan av spexet är Corpus Karrolina en studentkör där sångerna ofta innehåller ironi.

### Flix
Flix är Medicinska föreningen i Stockholm damspex, som starta 1981 och har sedan dess satt upp en ny produktion varje höst. Flix har av tradition damer och icke-binära på scen och involverar traditionellt mycket  A cappella-sång. Vid sidan av spexet är Flix en studentkör där sångerna ofta innehåller ironi .

### Medicor Magasin
Medicor är Medicinska Föreningens tidskrift. Tidningen gavs tidigare ut under namnet Bukpressen, som var en klassiskt satirmässig studenttidning, men bytte år 2006 namn till Medicor. 
Tidningen utges två gånger per svensk universitetstermin (fyra gånger per år). Medicor utkommer fyra gånger per år och innehåller nyheter, reportage, intervjuer med stora internationella profiler och studentkrönikor. Tidningen innehåller artiklar skrivna på både svenska och engelska och distribueras till MF:s alla medlemmar.
Våren 2013 genomgick Medicor en nylansering, där såväl layout som innehåll text- och bildmässigt skiftats mot det mer professionella hållet. Pappersformatet ändrades till halvglansigt A4-pappersformat
Under vintern 2013 fotograferade Medicor de tre nobelpristagarna i medicin eller fysiologi, James E. Rothman, Randy W. Schekman, and Tomas C. Südhof. Bilden spreds på internetsajten Reddit och fick över en halv miljon klick på endast ett par dagar. I mars månad har bilden totalt över 635 000 folk som sett bilden.
Tidningen drivs av studenter på Karolinska Institutet och i Medicinska Föreningen. Arbetet är ideellt. Två av Medicors redaktionsmedlemmar har mottagit kårmedaljen Crux Parva Medicorum för sitt arbete, Jingcheng Zhao (Creative Director) och Gustaf Drevin (chefredaktör).
Chefredaktörer: 
- 2017 (augusti)-idag: Yildiz Kelahmetoglu
- 2015 (augusti)-2017: Teresa Fernandez Zafra
- 2014 (augusti)-2015 (Juni): Robert de Meijere
- 2013 (februari)-2014 (juli): Gustaf Drevin
- 2012: Caroline Lindblad

## Presidialer
| Verksamhetsår | Ordförande               | Vice Ordförande                |
| ------------- | ------------------------ | ------------------------------ |
| 2022          | Lovisa Hagenfeldt        | Astrid Östholm                 |
| 2021          | Alexander Klaréus        | Andreas Henriksson             |
| 2020          | Jessica Härtell          | Puck Norell Josefine Andersson |
| 2019          | Leif Karlsson            | Josefine Andersson             |
| 2018          | Iris Peña Arriarán       | Laura Andersson                |
| 2017          | Max Kynning              | Pontus Dannberg                |
| 2016          | Frida Hellström          | Jennie Sporre                  |
| 2015          | Jennie Sporre            | Andrea Montano Montes          |
| 2014          | Karin Böttiger           | Elin Ekeroth                   |
| 2013          | Erik Hellsing            | Veronica Hansson               |
| 2012          | Johan Hilm               | Felicia Fixell                 |
| 2011          | Isidor Brække            | Anna Eklöf                     |
| 2010          | Erik Hagman              | Anna Eklöf                     |
| 2009          | Johanna Wunder           |                                |
| 2008          | Anna Chotigasatien       | Joel Olsson                    |
| 2007          | Annika Österdahl         |                                |
| 2006          | Magnus Ask/Isabella Staf | Adina Feldman                  |
| 2005          | Raffaella Crinelli       |                                |
| 2004          | Clara Brandkvist         |                                |
| 2003          | Nina Wolmer              |                                |